# La Boîte de Pandore (roman)
Pour les articles homonymes, voir La Boîte de Pandore.
 (octobre 2018).
Si vous disposez d'ouvrages ou d'articles de référence ou si vous connaissez des sites web de qualité traitant du thème abordé ici, merci de compléter l'article en donnant les références utiles à sa vérifiabilité et en les liant à la section « Notes et références ».
La Boîte de Pandore est un roman d'anticipation et de science-fiction écrit par Bernard Werber, publié le 26 septembre 2018 aux éditions Albin Michel.

## Table des matières
- Copyright
- Dédicace
- Exergue
- Acte I. Hypnos : chapitre 1 à 37
- Acte II. Sauver l'Atlantide : chapitre 38 à 79
- Acte III. L'Égypte : chapitre 80 à 134
- Remerciements
- Musiques écoutées durant l'écriture de ce roman : Vivaldi, Les Quatre saisons, version classique et version hard rock, Supertramp, Fool's Overture, Peter Gabriel, In your Eyes,  René Aubry, Steppes et Pink Floyd, Shine On You Crazy Diamond

## Personnages principaux
- René Toledano
- Élodie Tesquet
- Opale Etchegoyen
- Geb

## Personnages secondaires
- Hippolyte Pélissier
- Léontine de la Villambreuse
- Zeno
- Helmut Krantz
- Pinel
- Raziel
- Maximilien Chob
- Phirun
- Shanti
- Gauthier Carlson
- Nicolas
- Cerise
- Charles de la Villambreuse
- Yamamoto
- Nout

## Noms récurrents dans l’œuvre de Bernard Werber
Le nom de famille Toledano apparait dans plusieurs œuvres de Bernard Werber.
René Toledano, héros de La Boîte de Pandore et de La Prophétie des abeilles. Son père se nomme Émile et sa mère Caroline.
Jérôme Toledano, narrateur et héros de Et l'on pendra tous les pollueurs, nouvelle publiée dans Paradis sur Mesure.
Caroline Toledano, astronome dans Le Papillon des étoiles.

## Résumé
L'action se déroule en 2018. René Toledano, professeur d'histoire à Paris au lycée Johnny Hallyday, est invité par Élodie, une amie et collègue du lycée, à un spectacle sur l'hypnose sur le bateau La Boîte de Pandore. C'est là qu'il fait la connaissance d'Opale, hypnotiseuse, qui lui fait découvrir une de ses vies antérieures grâce à l'hypnose régressive. Il découvre qu'il a été Hippolyte Pélissier, engagé dans l'armée française durant la Première Guerre mondiale.
Après cette découverte, il fait face à un skinhead qui en veut à son argent et le menace d'un couteau. René, en légitime défense, le tue, et plonge son corps dans la Seine. En attendant de subir les conséquences, le professeur d'histoire continue à donner des cours à ses élèves en tentant de lutter contre les fausses vérités historiques, bien que ce ne soit pas au programme scolaire. Embrouillé par les événements qui se sont produits, René décide de revoir Opale qui accepte de l'hypnotiser à nouveau et, là encore, il est déçu du voyage, par deux fois… Il redemande alors une dernière fois à revivre une vie passée : celle où il a vécu sa plus grande histoire d'amour. Il ouvre alors la porte numéro 1 de ses 111 vies antérieures. Il y fait la connaissance de Geb.
Alors que René vient de découvrir ses vies précédentes, il est rattrapé par la réalité : le proviseur n'accepte pas qu'il assène des contre-vérités en cours et ne suive pas le programme scolaire, en plus d'être devenu violent envers l'un de ses élèves. Face à l'incompréhension de sa hiérarchie, René démissionne.
Entre-temps, René découvre que Geb est un Atlante de plus de 12 000 ans et lui apprend que sa civilisation a aujourd'hui été oubliée par ses contemporains. La cité de Geb ne connaît pas la technologie, elle est basée sur le bien-être collectif et l'épanouissement des autres. René lui apprend que sa civilisation va bientôt disparaître sous les flots, dans un cataclysme ravageur.
C'est au moment de sa démission, alors qu'il est à la cantine, que la police l'interpelle, et le place en garde à vue. René Toledano plaide alors la légitime défense. Après une nuit au poste de police, et grâce à l'intervention de l'avocate d'Élodie, il est interné à l'hôpital Marcel Proust où il est traité par le docteur Maximilien Chob, ancien psychiatre qui avait traité l'anorexie d'Élodie. Celui-ci tente de faire oublier à René ses expériences hypnotiques en usant des électrochocs, qui le renvoient immédiatement en régression hypnotique. Il utilise alors l'une de ses vies précédentes pour s'isoler mentalement de la séance. Il y parvient, partiellement. Sorti de sa torpeur, René utilise les compétences d'Hippolyte pour s'échapper de l'hôpital psychiatrique…
Il va ainsi à la rencontre d'Opale qui, acceptant de le loger, devient aussi sa complice. Rattrapés par la police, ils sont contraints de s'enfuir. Ils retrouvent alors le château d'une ancienne de ses incarnations, Léontine, où il découvre un trésor en lingots. De là, ils s'enfuient en voiture à Lyon où ils vendent leur trésor, se rendent à Hyères pour acheter un voilier, puis vont rejoindre l’Égypte, tout en prenant contact avec Geb qu'il sauve du déluge ainsi que 173 autres Atlantes.
Alors que les pertes d'hommes augmentent sur le bateau de Geb, René réussit à débloquer l'inconscient d'Opale et lui refait vivre une vie passée où elle est brûlée vive sur un bûcher pour sorcellerie. Arrivés sur la côte, René prend contact avec Geb et découvre qu'il est en fait un géant. Pour l'aider à faire découvrir sa civilisation, René décide de faire cacher des jarres remplies de manuscrits dans la montagne blanche à Siwa. C'est là qu'il découvre les squelettes millénaires de Geb et Nout, sa compagne, ainsi que les jarres. René cherche à annoncer cette découverte au monde entier. Il téléphone à Élodie qui vient à sa rencontre avec une équipe de tournage.
Pendant ce temps, chez les géants, une guerre éclate avec les autochtones. Geb demande de l'aide à René qui lui conseille d'inventer une religion. Pendant le reportage, René s’aperçoit que les corps et les jarres ont disparu. C'est alors que la police égyptienne arrive et les arrête, lui et l'équipe de tournage. Enfermé dans l'infâme prison de Scorpio, René doit faire appel à l'une de ses incarnations précédentes pour se sortir de la situation délicate dans laquelle lui et ses cinq compagnons se trouvent. Grâce à Yamamoto, un guerrier samouraï, il déclenche une émeute, parvient à s'échapper et à libérer ses acolytes de prison. Ils se rendent chez Charles de Vilambreuse, un diplomate français, qui les aide à s'enfuir d'Égypte. Sur leur bateau les emmenant loin des côtes méditerranéennes, les six compagnons décident de ne plus revenir en France. René contacte alors ses 111 vies précédentes pour tenter de trouver une solution. Mais déjà, douze mille ans auparavant, une révolte éclate qui menace Geb et sa famille. Geb et Nout décident alors de se séparer de leurs enfants, qui doivent vivre leur vie, et d'aller à la grotte avec les jarres remplies de précieux parchemins. Pendant ce temps, René et ses amis se rendent aux Bermudes afin de réaliser leur émission Internet de chaîne historique, le Mnemos, chaîne qui sera basée sur l'hypnose régressive et les expériences de René. Tandis que Geb et Nout découvrent la grotte de la montagne blanche, s'y enferment et s'y laissent mourir, le destin des jarres est scellé.